# Deltagande observation
Deltagande observation  är en kvalitativ metod för beteendeobservation. Den används inom samhällsvetenskaper som antropologi, etnologi, folkloristik, sociologi och genusvetenskap. Metoden utvecklades i början av 1900-talet av socialantropologen Bronislaw Malinowski i syfte att studera vad man då kallade primitiva samhällen. Metoden associeras numera med Chicagoskolan inom sociologi. 
Metoden innebär att observatören ingår i den grupp som ska observeras under fältstudier och försöker delta i dess aktiviteter.  Datainsamlingsmetoden är informell. Initial analys pågår redan under själva observationsprocessen genom att forskaren gör reflexiva fältanteckningar, det vill säga dokumenterar sina personliga intryck, tolkningar, tankar och känslor inför gruppens beteende och reflekterar över sin partiskhet och påverkan på gruppens beteende. Observatörens egna erfarenheter och beskrivning av sin subjektivitet är således mätinstrumentet. Observationsfasen följs av en analysfas då återkommande teman identifieras i dokumentationen, eller en sammanhängande berättelse sammanställs.

## Grader av deltagande
Forskaren lever i det kulturella och sociala sammanhang som studeras. Graden av deltagande skiljer sig dock åt, där fullständigt deltagande är en av fyra observationsnivåer (complete participant, participant-as-observer, observer-as-participant, complete observer) som observatören kan inta. En fullständigt deltagande observatör beskrivs som en forskare som agerar i hemlighet utan personernas samtycke, och som inte har för avsikt att avslöja sin intention att observera sin omgivning,  vilket gör den till en kontroversiell metod vad gäller etik och objektivitet. Vilken av de fyra olika rollerna forskaren intar beror uteslutande på vad som avses studeras.

## Datainsamling
Oavsett grad av deltagande bör insamlad data vara av både muntlig och visuell karaktär. Data består oftast av kontinuerligt förda dagboksanteckningar angående händelser, intryck, beteenden med mera som är av värde för forskaren. Ett kraftfullt verktyg vid observationer är även att filma, samt att göra intervjuer. Detta är dock svårt att genomföra vid fullständigt deltagande. Huvudsaken vid insamlingen av data är att den pågår under en längre period och att den är systematisk och noggrann gjord – då det ökar undersökningens reliabilitet. 

## Fullständigt deltagande – brister och förtjänster
Det finns forskningsetiska problem med fullständigt deltagande observatör; att lura sina forskningsobjekt anses i allmänhet inte  försvarbart och kan resultera i att de observerade personerna blir samarbetsovilliga om det avslöjas. Fördelen som har hävdats är att vissa grupper, till exempel kriminella, inte skulle acceptera en utomstående observatör samt att observer influence-effekten blir lägre. 
De etiska problemen med fullständigt deltagande observatör överväger dock, och det är därför vanligare att använda rollen som ”participant as observer”. Här är man tydlig och öppen med att man är där som observatör, men inte alltid med vad som observeras och tolkas. 
Trots frågetecken kring de etiska problemen med en fullständigt deltagande observation finns de tillfällen då metoden kan anses vara berättigad att använda. Framförallt gäller det om känsliga ämnen eller svåråtkomliga områden som exempelvis fotbollshuliganism ska studeras. Ytterligare tillfällen då metoden kan vara användbar är exempelvis då men vet väldigt lite om ett nytt fenomen (ex. en grupp eller rörelse), när åsikter på ”insidan” respektive ”utsidan” inte stämmer överens eller när ett fenomen är helt eller nästan helt undanskymt för allmänheten.
Några viktiga etiska överväganden en forskare måste fundera över när det gäller fullständigt deltagande observation är:  
- Vem gagnas av forskningen?
- Vart går gränsen för vad som är moraliskt försvarbart?
- Vilken forskning är viktig nog att neka individen rätt till samtycke?

Ovanstående frågor måste noga övervägas då observatörer liksom andra forskare har skyldigheter gentemot studiens deltagare, men även gentemot forskningssamhället.
En fullständigt deltagande observation är i vissa fall den enda möjligheten att få tillgång till vissa grupper och händelser. Alla har dock inte förutsättningar att smälta in i alla grupper, vilket begränsar deras möjligheter till att genomföra viss forskning. Framförallt är det fysiska förutsättningar som hindrar, då exempelvis ålder och kön i vissa fall spelar en avgörande roll för möjligheten till fullständigt deltagande. Det är exempelvis omöjligt att som vuxen vara fullständig deltagare i en barngrupp.  
Vad gäller metodens övriga förtjänster respektive brister är fördelningen relativt jämn. Till metodens fördel kan nämnas att det är ett bra sätt att undersöka skillnader mellan vad människor säger, och vad de faktiskt gör. Påverkan på gruppen blir också ingen eller minimal vid fullständigt deltagande. Få eller inget annat tillvägagångssätt ger heller mer eller bättre kunskap om exempelvis kriminalitet än att som fullständigt deltagande observatör leva tillsammans med en grupp kriminella under en tid. Häri ligger dock även en svaghet, då forskaren riskerar att anpassa sig till gruppen i sådan utsträckning att han/hon inte längre kan anses vara objektiv. Detta kan göra att resultatet blir ifrågasatt, eller att forskaren helt enkelt stannar/går med i gruppen. En annan svaghet med metoden är att den måste vara selektiv, och därför inte kan skapa någon generell helhetsbild..